# Апостольский нунций на Кубе
Апостольский нунций в Республике Куба — дипломатический представитель Святого Престола на Кубе. Данный дипломатический пост занимает церковно-дипломатический представитель Ватикана в ранге посла. Как правило, на Кубе апостольский нунций является дуайеном дипломатического корпуса, так как Куба — католическая страна. Апостольская нунциатура на Кубе была учреждена на постоянной основе в конце XIX века. Её штаб-квартира находится в Гаване.
В настоящее время Апостольским нунцием на Кубе является архиепископ Антуан Камиллери, назначенный Папой Франциском 20 мая 2024 года.

## История
Апостольская делегатура Кубы и Пуэрто-Рико была учреждена в 1898 году.
7 декабря 1925 года была учреждена апостольская делегатура Антильских островов декретом Ea est Antillarum insularum, с юрисдикцией в отношении всех островов в Вест-Индии и с резиденцией в Гаване. Она пришла на смену бывшей апостольской делегатуре Кубы и Пуэрто-Рико.
2 сентября 1935 года, с бреве Reipublicae Cubanae Папы Пия XI, была создана апостольская нунциатура Кубы.
10 августа 1938 года, в соответствии с декретом Decreto Antillarum Священной Конгрегации по чрезвычайным церковным делам, была упразднена апостольская делегатура Антильских Островов и одновременно Ямайка и Британский Гондурас не были отнесены к апостольской нунциатуры на Кубе, пока не получили  дипломатические автономии (соответственно, в 1979 и 1983 годах).

## Апостольские нунции на Кубе

### Апостольские интернунции
- Плэйсид Льюис Чейпл[англ.] — (16 сентября 1898 — 9 августа 1905);
- Джузеппе Аверса — (25 мая 1906 — 2 марта 1911 — назначен апостольским нунцием в Бразилии);
- Адольфо Алехандро Нуэль-и-Бобадилья — (3 ноября 1913 — 26 июня 1915);
- Тито Трокки — (9 декабря 1915 — 25 мая 1921 — назначен апостольским интернунцием в Боливии);
- Пьетро Бенедетти — (22 июля 1921 — 1926).

### Апостольские нунции
- Джордж Джозеф Каруана — (15 сентября 1935 — 26 апреля 1947, в отставке);
- Антонио Таффи — (14 мая 1947 — 9 января 1950 — назначен апостольским нунцием в Никарагуа);
- Джузеппе Бурцио — (18 декабря 1950 — 7 января 1955);
- Луиджи Чентоц — (29 ноября 1954 — 5 июля 1962 — назначен вице-камерленго Апостольской Палаты);
- Чезаре Дзакки — (24 мая 1974 — 1 июня 1975 — назначен президент Папской Церковной Академии);
- Марио Тальяферри — (25 июня 1975 — 15 декабря 1978 — назначен апостольским нунцием в Перу);
- Джузеппе Лайгуэлья — (20 января 1979 — 31 июля 1980 — назначен официалом Римской курии);
- Джулио Эйнауди — (5 августа 1980 — 23 сентября 1988 — назначен апостольским нунцием в Чили);
- Фаустино Сайнс Муньос — (29 октября 1988 — 7 октября 1992 — назначен апостольским нунцием в Демократической Республике Конго);
- Беньямино Стелла — (15 декабря 1992 — 11 февраля 1999 — назначен апостольским нунцием в Колумбия);
- Луис Роблес Диас — (6 марта 1999 — 4 октября 2003 — назначен вице-председателем Папской комиссии по делам Латинской Америки);
- Луиджи Бонацци — (30 марта 2004 — 14 марта 2009 — назначен апостольским нунцием в Литве);
- Джованни Анджело Беччу — (23 июля 2009 — 10 мая 2011 — назначен заместитель государственного секретаря Святого Престола по общим делам);
- Бруно Музаро — (6 августа 2011 — 5 февраля 2015 — назначен апостольским нунцием в Египте);
- Джорджо Лингва — (17 марта 2015 — 22 июля 2019 — назначен апостольским нунцием в Хорватии);
- Джампьеро Глодер — (11 октября 2019 — 23 февраля 2024 — назначен апостольским нунцием в Румынии и Молдавии);
- Антуан Камиллери — (20 мая 2024 — по настоящее время).